# Akissa Bahri
Pour les articles homonymes, voir Bahri (homonymie).
Akissa Bahri ou Akiça Bahri (arabe : عاقصة البحري), née en 1956, est une ingénieure agronome et femme politique tunisienne.
Enseignante à l'Institut national agronomique de Tunisie, elle devient secrétaire d'État auprès du ministre de l'Agriculture chargée des Ressources hydrauliques puis ministre de l'Agriculture en 2020.

## Formation et carrière
Akissa Bahri effectue ses études primaires et secondaires au lycée Armand-Fallières puis au lycée Carnot, tous deux à Tunis. Elle suit un cursus universitaire en France, à l'École nationale supérieure agronomique de Toulouse, où elle obtient un diplôme d'ingénieur agronomique en 1977 puis à l'Institut national polytechnique de Toulouse, où elle obtient un doctorat en génie agricole en soutenant sa thèse sur l'Utilisation des eaux et des sols salés dans la plaine de Kairouan (Tunisie) en 1982, et en Suède, à l'université de Lund, où elle obtient un doctorat en ingénierie des ressources en eau en 1995.
En 2018, elle remporte le prix Women in Water de l'International Water Association.
Le 19 février 2020, elle est nommée secrétaire d'État auprès du ministre de l'Agriculture chargée des Ressources hydrauliques dans le gouvernement d'Elyes Fakhfakh. Son nom figure sur la liste des ministres proposée par Hichem Mechichi, le 24 août 2020, pour prendre la tête du ministère de l'Agriculture. Elle entre en fonction le 2 septembre ; elle est la première femme à occuper ce poste.
Le 26 octobre 2021, elle est nommée conseillère auprès de la chef du gouvernement Najla Bouden. Le 30 mai 2022, un décret présidentiel met fin à ses fonctions.

## Publications (sélection)
- (en) Environmental impacts of marginal waters and sewage sludge use in Tunisia, Lund, Tekniska högskolan, 1995 ;
- (en) [PDF] « Water reuse in Tunisia : stakes and prospects », Actes de l'atelier du PCSI (Programme Commun Systèmes Irrigués), Montpellier, 28-29 mai 2002 (lire en ligne) ;
- (en) Water Reuse for Irrigation: Agriculture, Landscapes, and Turf Grass, Boca Raton, CRC Press, 2005 (directrice de publication avec Valentina Lazarova) ;
- (en) « Managing the Other Side of the Water Cycle: Making Wastewater an Asset », TEC Background Papers, n°16, 2009 ;
- (en) « Integrated Urban Water Management », TEC Background Papers, n°16, mai 2012  (lire en ligne).